# 孙恩元
孙恩元（1895年—1985年），字一民，男，奉天（今辽宁）海城人，中国政治人物，曾任上海海关专科学校第一副校长，辽宁省政协常委，第四、五届全国政协委员。